# Anne-Marie Yerly
Pour les articles homonymes, voir Anne-Marie Yerly (homonymie).
Anne-Marie Yerly est une comédienne suisse née à Treyvaux le 25 juillet 1949.

## Biographie
Anne-Marie Yerly est diplômée de l'École romande d'art dramatique de Lausanne en 1978,. Entre 1977 et 1983, elle interprète notamment des rôles dans plusieurs œuvres emblématiques : La Tempête et Othello de Shakespeare, Les Trois Sœurs et La Mouette de Tchekhov, ainsi que Les Rustres de Goldoni. Pendant cette période, elle se produit sous le nom d'Anne-Marie Kolly,. 
En 1984, elle joue dans L'Amérique, une pièce de Jacques Probst, présentée au Grand Café du Grütli à Genève. Deux ans plus tard, elle participe à la production de Un tramway nommé Désir au Théâtre de Carouge,.
Parallèlement à ses activités théâtrales, Anne-Marie Yerly suit une formation musicale et réalise deux cabarets musicaux en one-woman-show : Allume la rampe, Louis entre 1982 et 1983, et De et par en 2001,.
Anne-Marie Yerly est surtout connue pour avoir prêté sa voix à Ginette La Poule, un personnage emblématique de l'émission pour enfants Babibouchettes, diffusée entre 1981 et 1999 sur la Télévision Suisse Romande. 
Entre 1996 et 1998, elle interprète le rôle de la mère de Fabrice, joué par Laurent Deshusses, dans la série télévisée Bigoudi. Elle fait également partie de la distribution de Les Pique-Meurons en 2006, une autre production de la TSR.